# De Wiken

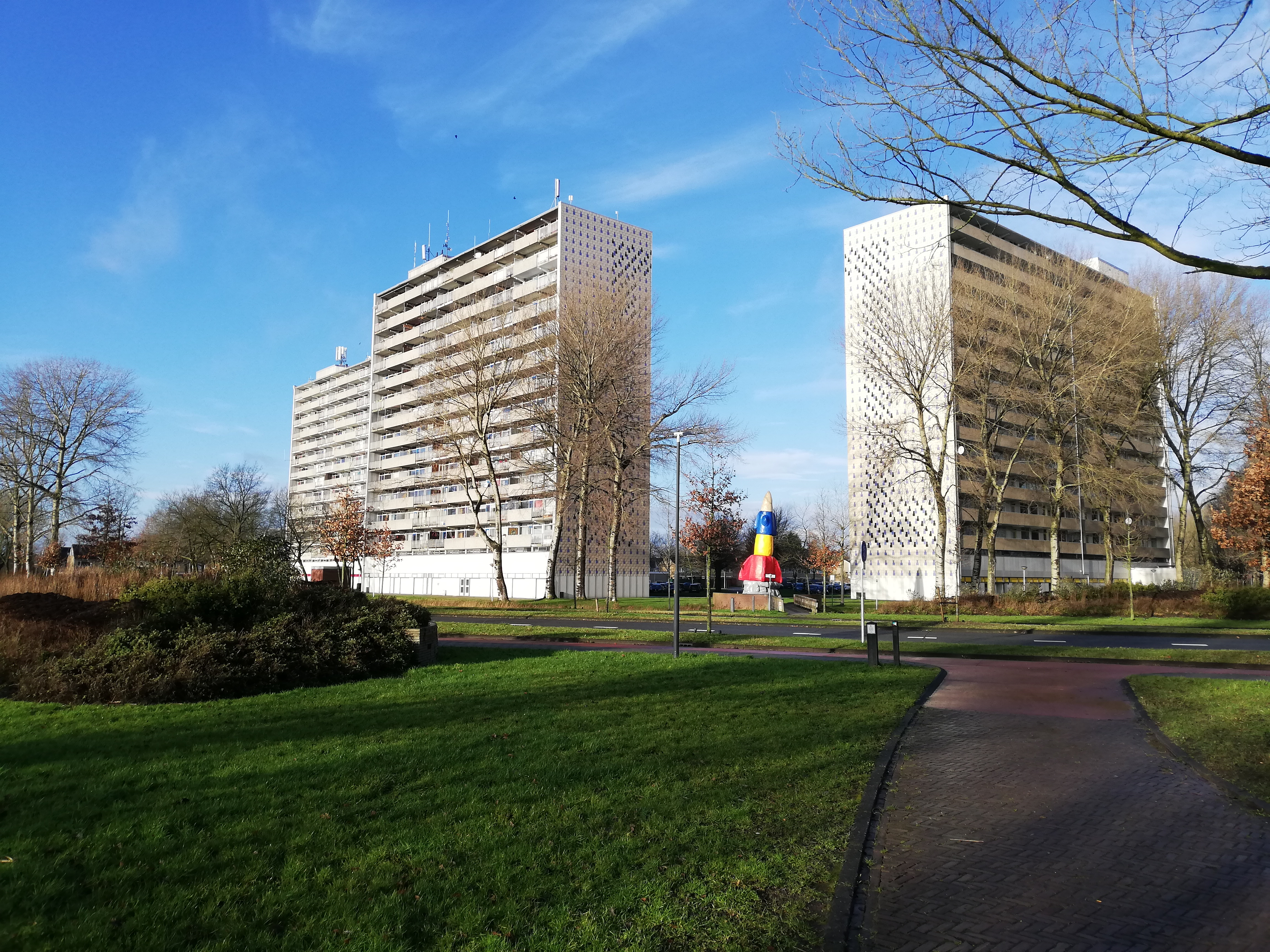
Tjaardaflats

De Wiken is een wijk aan de oostkant van Drachten en stamt uit de jaren zestig, en ligt ingeklemd tussen de Noorderdwarsvaart, N31 (Waldwei) en de Splitting. De wijk telt ongeveer 6000 inwoners en 2750 woningen.
De eerste steen van de eerste woning aan de Hooglandswijk werd in 1965 gelegd. In rap tempo volgden straten als de Hagewijk, Alferhof, Middelwijk, De Raai, Engwerd, Foswerd, Stelpswijk, Langewijk, Dwarswijk enzovoort. In een tweetal jaren werden er ruim duizend woningen gebouwd. Alle (rijtjes)woningen in het noorden van de Wiken zijn vrijwel hetzelfde, de zogeheten revolutiebouw. De wijk heeft een saai imago, door middel van renovatieprojecten proberen gemeente en woningbouwverenigingen hier iets aan te doen. Alle straten zijn vernoemd naar de wijken (kanalen) die vroeger in dat veengebied liepen. De wijk telt relatief veel galerijflats.

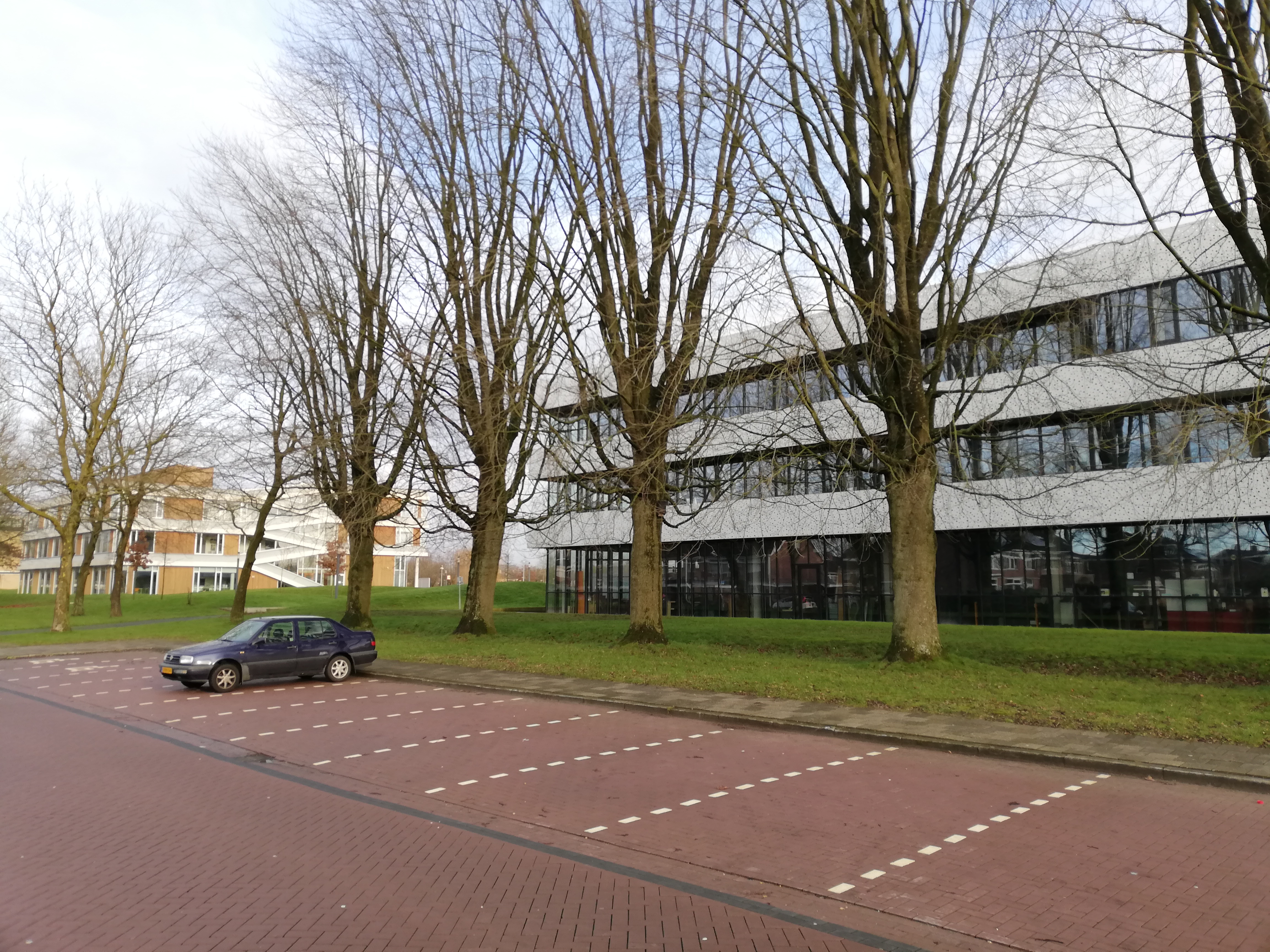
Scholencampus

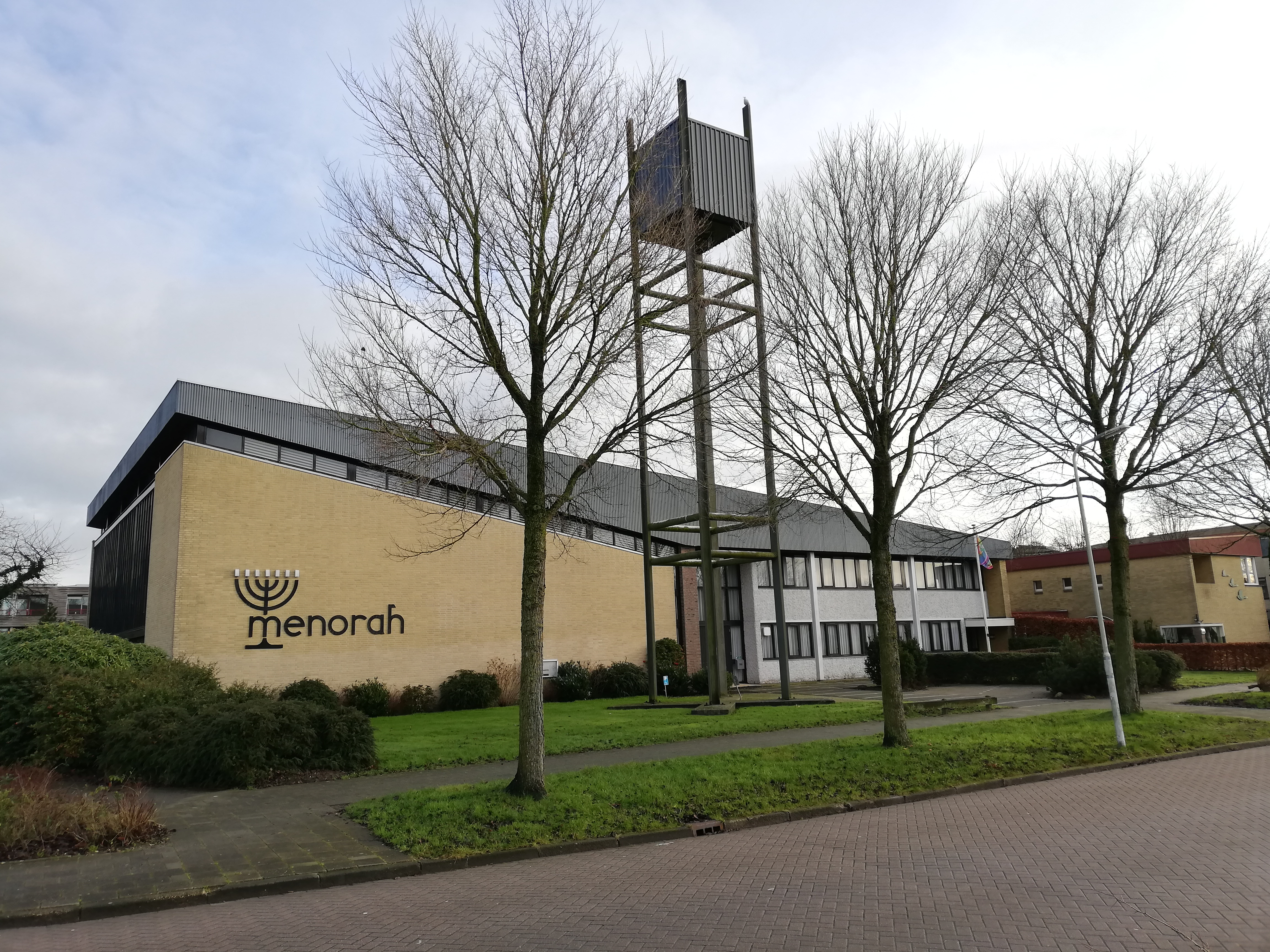
Menorah kerk

De wijk heeft een eigen winkelcentrum met onder andere drie supermarkten, de Poiesz, Albert Heijn en Aldi. Ook is er een drogist, apotheek, boekenwinkel, kapsalon, bakkerij, pinautomaat en bloemenwinkel. Verder beschikt de wijk over een wijkcentrum en was er tot 2023 de menorah-kerk. Er zijn een MBO-school en meerdere basisscholen gevestigd.